# Blinker en de Blixvaten
Blinker en de Blixvaten è un film del 2008 diretto da Filip Van Neyghem e tratto dall'omonimo romanzo di Marc de Bel.
Terzo film della serie dopo Blinker (1999) e Blinker en het Bagbag-juweel (2000), il film ha un nuovo cast rispetto ai due precedenti.

## Trama
La famiglia Van Steen va in vacanza al mare a Ostenda, dove il padre di Blinker ha trovato lavoro come bagnino. Nel frattempo la multinazionale Blix, per sbarazzarsi rapidamente di alcuni barili tossici, si rivelge ad Anna Barbera, una donna disposta a tutto pur di raggiungere il suo scopo. Le malvagie azioni della donna creano però grossi problemi a Blinker e a alla sua famiglia.

## Accoglienza

### Botteghini
In tutto il mondo il film ha incassato ai botteghini 296.032 dollari.